# رودخانه کیشون
رودخانه کیشون (به عبری: נחל הקישון، Nachal HaKishon؛ عربی: نهر المقطع، نهر المکته) رودخانه ای در اسرائیل است که در نزدیکی شهر حیفا قرار دارد که به دریای مدیترانه می ریزد.